# Menos el Oso
Menos el Oso es el segundo álbum de estudio de Minus the Bear y fue lanzado el 23 de agosto de 2005 por Suicide Squeeze Records. El título del álbum es la traducción al español del nombre de la banda "Minus the Bear".

## Lista de canciones
| N.º | Título                       | Duración |  |
| 1.  | «The Game Needed Me»         | 3:15     |  |
| 2.  | «Memphis & 53rd»             | 3:40     |  |
| 3.  | «Drilling»                   | 5:03     |  |
| 4.  | «The Fix»                    | 3:31     |  |
| 5.  | «El Torrente»                | 4:56     |  |
| 6.  | «Pachuca Sunrise»            | 3:35     |  |
| 7.  | «Michio's Death Drive»       | 3:35     |  |
| 8.  | «Hooray»                     | 4:17     |  |
| 9.  | «Fulfill the Dream»          | 3:23     |  |
| 10. | «The Pig War»                | 4:38     |  |
| 11. | «This Ain't a Surfin' Movie» | 4:53     |  |

Pista extra

| Bonus track |                                          |          |  |
| N.º         | Título                                   | Duración |  |
| 12.         | «This Ain't a Surfin' Movie» (IQU Remix) | 4:36     |  |

## Personal
- Jake Snider - Voz, guitarra
- Dave Knudson - Guitarra
- Erin Tate - Batería
- Cory Murchy - Bajo
- Matt Bayles - Electrónica
- James SK Wān - Flauta de bamboo